# آنا بدر
آنا بدر (بالألمانية: Anna Bader)‏ هي غطاسة ألمانية، ولدت في 12 ديسمبر 1983 في Mutlangen ‏ في ألمانيا.

## وصلات خارجية
- آنا بدر على موقع الاتحاد الدولي للسباحة (الإنجليزية)
- آنا بدر على موقع قاعدة بيانات الغوص IAT (الألمانية)